# Kupol Chugunova
Kupol Chugunova (englische Transkription von russisch Купол Чугунова Kupol Tschugunowa) ist die höchste Erhebung auf der Tschugunow-Insel vor der Küste des ostantarktischen Königin-Marie-Lands. 
Russische Wissenschaftler benannten ihn in Anlehnung an die Benennung der gleichnamigen Insel. Deren Namensgeber ist der sowjetische Atmosphärenforscher N. A. Tschugunow, der mit seinem Expeditionskameraden M. I. Rochlin im Januar 1958 an Bord eines Forschungsschiffs in der Antarktis von herabfallenden Eismassen erschlagen wurde.